# جون ريفيس جونز دانيال
جون ريفيس جونز دانيال (بالإنجليزية: John Reeves Jones Daniel)‏ هو محامي وسياسي أمريكي، ولد في 13 يناير 1802، وتوفي في 22 يونيو 1868 في شريفبورت في الولايات المتحدة. حزبياً، نشط في الحزب الديمقراطي. وقد انتخب عضو مجلس نواب كارولينا الشمالية وانتخب عضو مجلس النواب الأمريكي.